# Sophie Sabina Apitzsch
Sophie Sabina Apitzsch (* 1692 in Lunzenau; † 3. Februar 1752 ebenda) war eine Hochstaplerin im frühen 18. Jahrhundert. Heute ist sie als „Prinz Lieschen“ bekannt.

## Leben
Im Jahre 1710 verlobte sich die Weberstochter Sophie Sabina Apitzsch mit einem im Dienst des Schlosses Rochsburg stehenden Jäger. Vor ihrer Hochzeit 1713 aber floh sie als Mann verkleidet und besuchte so verschiedene Gegenden Deutschlands.
Während einer Frankreichreise des sächsischen Kurprinzen August im Jahre 1714 ging das Gerücht um, dass sich dieser im Erzgebirge aufhalte. Als sie dort für diesen gehalten wurde, gab sie sich auch als solcher aus. Ihre zeremoniellen Formen, wie etwa eine „gnädige Miene“, wurden von den Betrogenen, auch bei den Begegnungen mit Adligen, nicht in Frage gestellt.

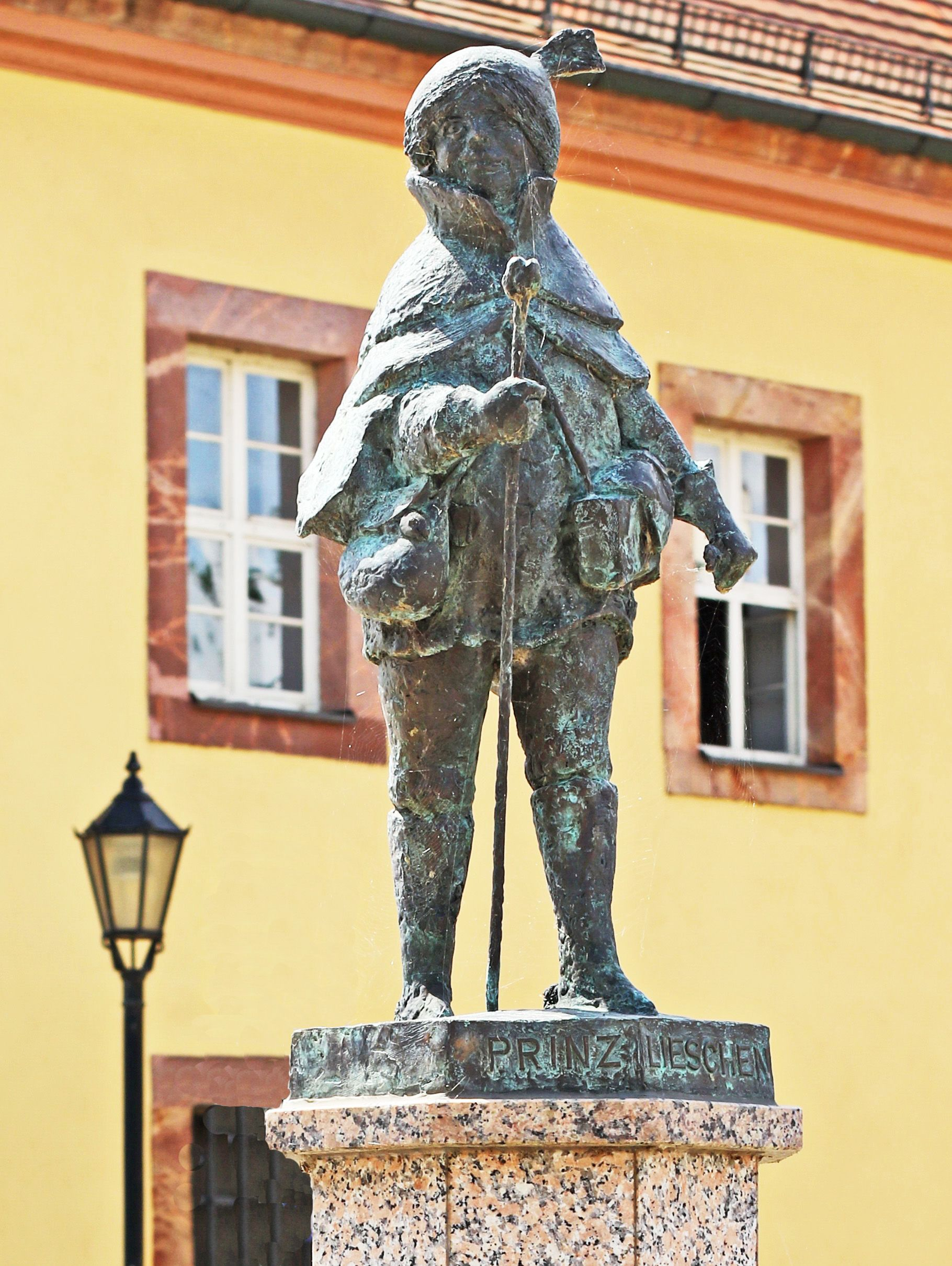
Brunnenfigur Prinz Lieschen

Am 2. Dezember 1714 wurde sie verhaftet, im Jagdschloss Augustusburg inhaftiert und 1716 vom Schöppenstuhl zu Leipzig verurteilt. Sie wurde in das Zuchthaus Waldheim eingewiesen. Dort befand sie sich ab dem 24. August 1716 und war hier der erste weibliche Häftling. Nach mehrfachen Gnadengesuchen wurde sie 1717 begnadigt. Die Gerichtsakten blieben lange verschollen.
Bei der Neugestaltung des Marktes in Lunzenau im Jahr 1997 wurde ein Prinz Lieschen gewidmeter Brunnen errichtet. Der Lunzenauer Künstler Konrad Hunger regte an, eine Figur zu ergänzen. 2010 wurde die bronzene Brunnenfigur, die Hunger gestaltet hatte, enthüllt.